# Азорський трійник
39°26′ пн. ш. 29°50′ зх. д. / 39.44° пн. ш. 29.83° зх. д.

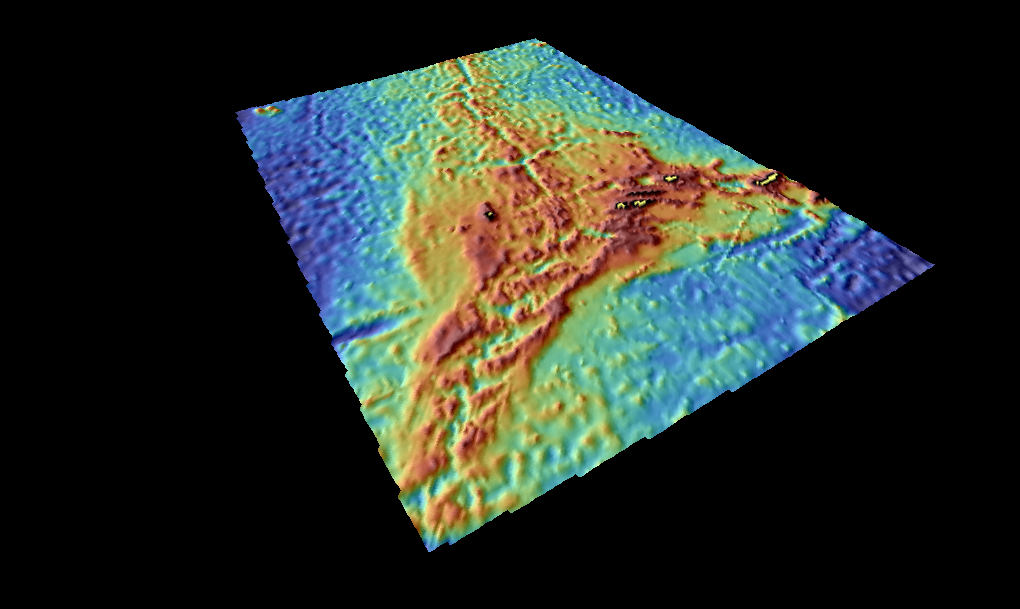
Азорський трійник

Азорський трійник — трійник, на перетині трьох тектонічних плит: Північноамериканської, Євразійської і Африканської. Цей трійник розташований вздовж Серединно-Атлантичного хребта у Азорських островів, майже на захід від Гібралтарської протоки. Він класифікується як RRR трійник, і розташований на перетині Серединно-Атлантичного хребта прямуючого з півночі на південь і Рифта Терсейра який прямує схід-південний-схід.